# シルミン
シルミン（Silumin）はアルミ鋳造用の合金である。シリコンが4％から22％の範囲で配合する。共晶組成であるので、凝固温度が低く、流動性が高く、鋳造性にすぐれる。凝固収縮も少ない。JISの規格ではAC-3Ａが相当する。
他のアルミ鋳物用規格合金に比べて機械的性質、耐力などは劣るが流動性をいかした薄肉のケース類、カバー類、複雑な形状の部品などで広い分野で利用されている。